# Aquí estoy (álbum de Carlos Peña)
Aquí estoy es el segundo álbum de estudio de Carlos Peña editado el año 2009.
Este disco marca el inicio de Carlos Peña como compositor ya que en su totalidad los temas son de su autoría y su hermano Hugo Peña Jr. el primer sencillo fue presentado en la tercera temporada de Latin American Idol.
Los sencillos que destacaron de esta grabación fueron «Desesperadamente» y «Te extraño».
El compacto fue grabado y mezclado en el estudio Sonic Ranch, en Texas, Estados Unidos de América y en Sony recording studio por ingeniero de audio Fabrizio Simoncioni, conocido por sus colaboraciones con artistas como Lenny Kravitz, Madonna, Metallica y Michael Jackson. En la producción resalta la mezcla de géneros pop-rock, con influencias orgánicas latinas; el mismo salió al mercado en marzo de 2009 y se colocó como uno de los discos más vendidos en Centroamérica según el portal de Prensa Libre.

## Lista de canciones
1. Intro
2. Dime tú
3. Desesperadamente
4. Torera
5. Puedo
6. Te pregunto
7. Aquí estoy
8. Tú, solo tú
9. Sí es amor
10. Te extraño
11. Todo está bien

- Autoría de todos los temas: Carlos Peña y Hugo Peña Jr.
- Producido por: Ettore Grenci

## Créditos
- Autoría: Carlos Peña y Hugo Peña Jr.
- Producido por: Ettore Grenci
- Grabado y mezclado por: Fabrizio Simoncioni
- Arreglos: Ettore Grenci y Fernando Pantini
- Masterizado por: Marco Ramírez
- Fotografía: Julián Quevedo
- Idea original de portada y diseño de arte: Creación Saatchi & Saatchi, Guatemala; Saulo/ Pipo

## Músicos
- Batería: Stefano Falcone
- Bajo: Francesco Chiari
- Guitarra acústica y eléctrica: Fernando Pantini
- Piano acústico, piano eléctrico, hammond y sinth: Ettore Grenci